# Totgeglaubte leben länger
Totgeglaubte leben länger (Cross Bones) ist der achte Kriminalroman der US-amerikanischen Autorin Kathy Reichs. Veröffentlicht wurde er 2005 durch den Scribner-Verlag, die deutsche Übersetzung von  Klaus Berr brachte der Karl Blessing Verlag ebenfalls 2005 heraus.

## Inhalt
Die Leiche eines jüdischen Geschäftsmannes beschert der forensischen Anthropologin Dr. Temperance „Tempe“ Brennan Überstunden im Labor. Die Schusswunde am Kopf deutet auf Selbstmord hin, doch die Gerichtsmedizinerin kann ein Verbrechen nicht ausschließen. Ihre Untersuchungen nehmen eine unerwartete Wendung, als ein Fremder ihr das Foto eines uralten Skeletts aus Israel übergibt und beteuert, es sei der Schlüssel zum Tod des streng religiösen Mannes. So stößt Tempe auf ein vermeintlich abgründiges Geheimnis, das älter ist als die Bibel. Es könnte die Grundpfeiler der jüdischen und christlichen Glaubensgeschichte erschüttern.

## Wissenswertes
- In diesem Roman beschreibt Kathy Reichs die Altersbestimmung von Knochen und Materialien durch die C-14-Methode.
- Ihr Protagonist Jake Drum ist nach Reichs Kollegen und Bekanntem James Tabor modelliert. Im Nachwort, in dem Reichs auf die Fakten hinter dem Roman eingeht, nimmt sie auf ihn Bezug und empfiehlt sein Buch Die Jesus-Dynastie. Im Roman wie im Nachwort bezieht sie sich auf die Existenz eines Grabs Jesu (Talpiot-Grab und Jakobus-Ossuar) als eine Möglichkeit, die von den Protagonisten weder bestätigt noch widerlegt werden kann und letztlich eine Frage des persönlichen Glaubens bleibt.
- Der Roman baut auf jüdischen und frühchristlichen Ereignissen auf, wie z. B. dem Kampf um Massada.